# 德铁线路

德铁线路标志

德铁线路（德語：DB Bahn）是德国国有铁路运营商德国铁路股份公司一个业务部门，主要负责铁路客运的运营。它成立于2007年12月，与负责物流业务的德铁信可和负责基础设施业务的德铁网群共同构成德国铁路的三大品牌。

## 业务
该部门自2010年起分为3个业务单位：
- 德铁线路长途运输
- 德铁线路区域运输
- 德铁爱瑞发

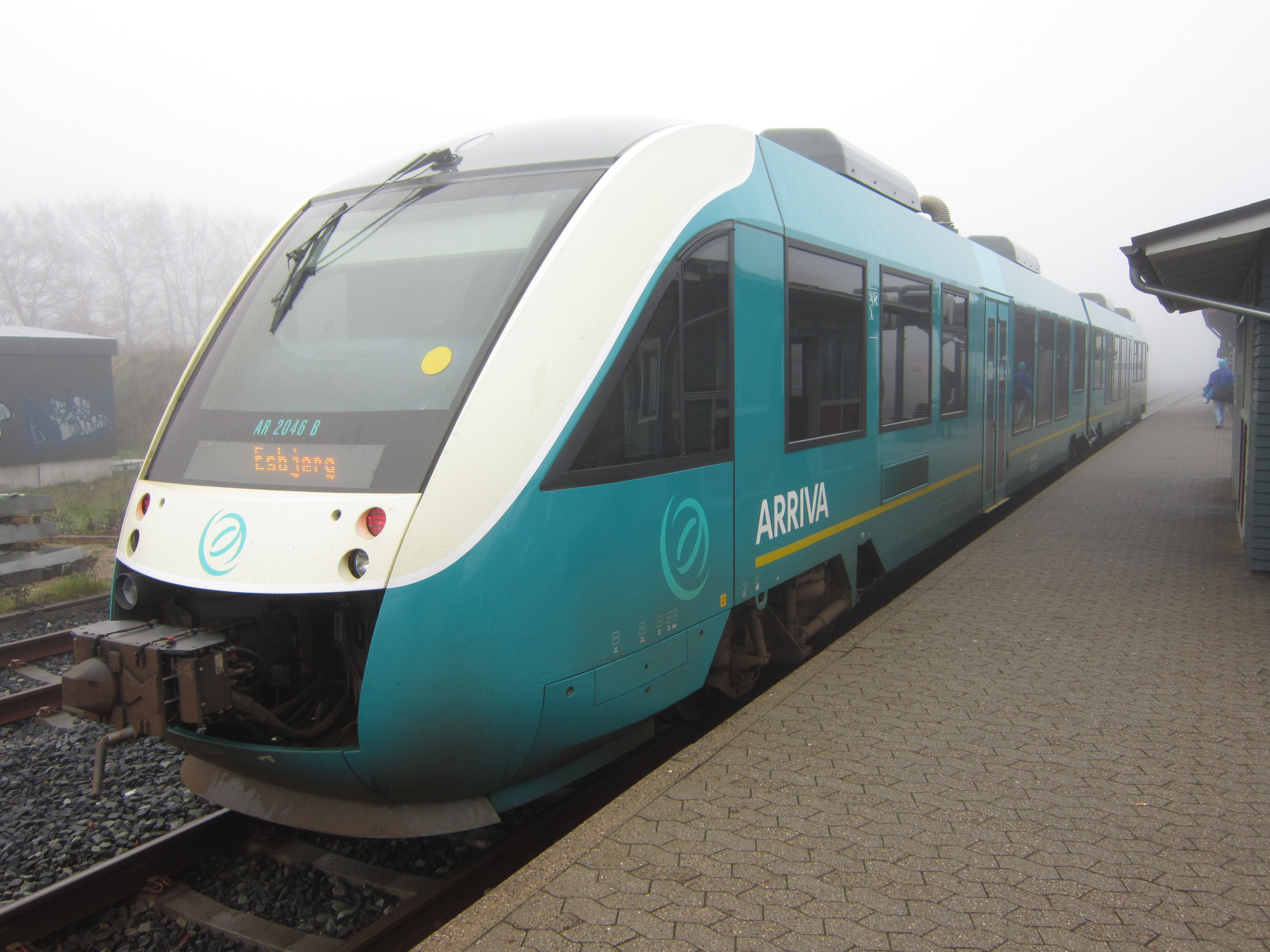
爱瑞发在丹麦运营的列车

而2005年设立的德铁城市运输（DB Stadtverkehr，提供巴士运输）的业务单位被重新整合至区域运输事业部。
2005年，德铁线路经长途运输共发送乘客1.187亿人次，运营总长度3364.1万客公里。这一业绩大部分由德铁长途运输股份公司提供，它主要运营国内及国际长距离线路；德铁汽车列车有限公司则负责汽车列车和夜间列车的运营。
在短途运输方面，2005年共发送乘客超过11亿人次，运营总长度为338.09亿客公里。其中32%的销售额由德铁区域业务单位支配，约67%的资金则来自在法律规定的区域内负责运输的各行政州。德国铁路在这一部门的附属公司按收入计排前4位的分别为：德铁区域运输股份公司、德铁区域运输北萊茵-威斯特法伦有限公司（DB Regio NRW GmbH）、德铁火车巴士（DB ZugBus Regionalverkehr Alb-Bodensee GmbH）和德铁区域网络运输有限公司（DB RegioNetz Verkehrs GmbH）。
在2010年德国铁路完成对爱瑞发的收购后，其国内的地区客运任务交由德铁区域运输负责，国外的客运任务则交由爱瑞发负责。

## 列车

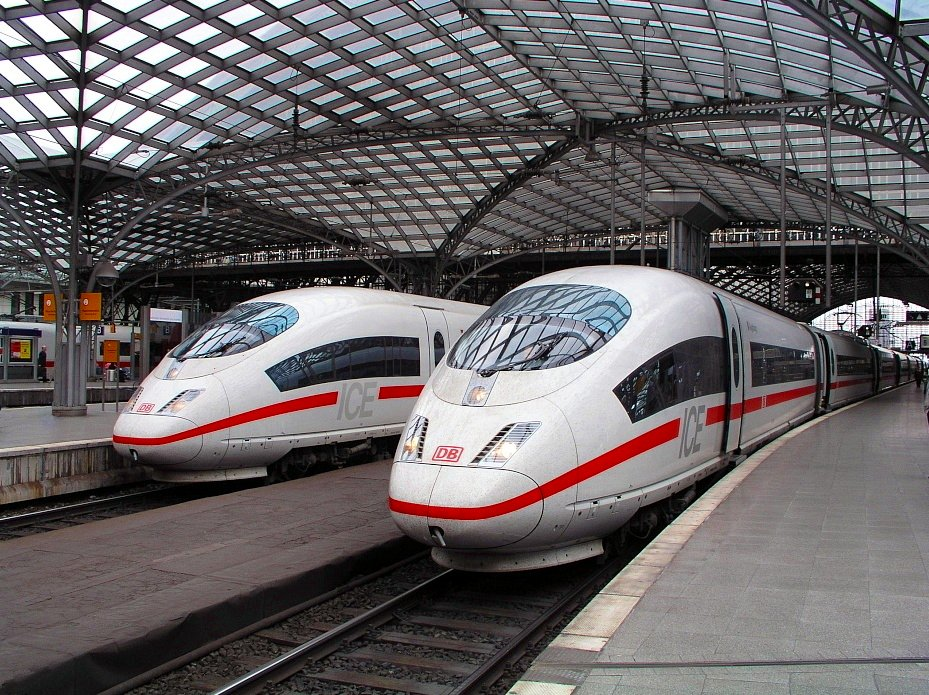
德铁长途运输的旗舰车型ICE-3列车

城际特快列车是德铁线路的旗舰类别，凭借其最高可达330公里/小时的速度可将各大城市连接在一起，在2006年，城际特快列车约占客运总量的29%；城际列车以及跨国运营的欧城列车在各城市平均每小时一班，这些列车类别提供约14%的客运量；长途列车产品的另外3%的客运份额则由汽车列车和夜间列车提供。区际快车、区域快车、区域列车和S-Bahn是重要的短途或城市列车类别，占客运总量的54%。此外德铁线路还曾运营慕尼黑磁悬浮列车计划，但最后由于缺乏盈利能力而失败。一个被称为莱茵鲁尔快车（Rhein-Ruhr-Express）的新类别计划将在2020年推出。

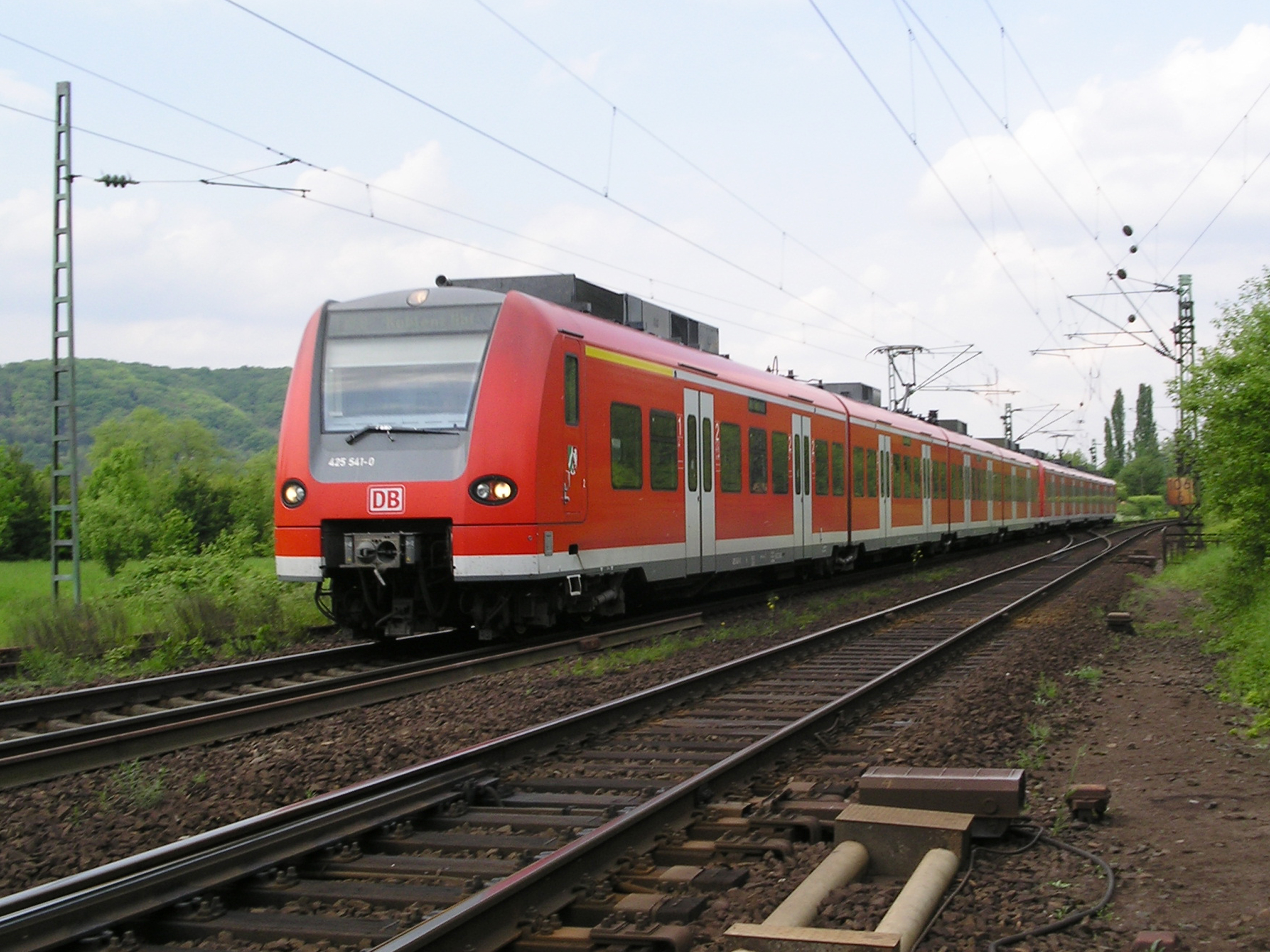
425型电联车

236组定期运行的ICE列车是长途车队中最重要的组成部分，它有4种不同类别的变体。区域和城市运输拥有近500组481型电联车，并且数量是其它类似车型的两倍，用于S-Bahn、区域列车和区域快车的类似车型还包括420型、423型、424型、425型、440型和442型。最常见的电力机车为143型，数量约400台，但已逐渐被其它型号所置换。除了这些频繁出现的车型，德铁线路还拥有款式众多的其它车型，尤其是为数也不少的柴联车，例如628型，已在部分大型城市附近完全取代了动力集中式列車。由于动车组比起柴油机车加重型车厢的搭配更轻便和灵活，因此从1996年开始，这一转变正逐渐进行中。

## 客户服务

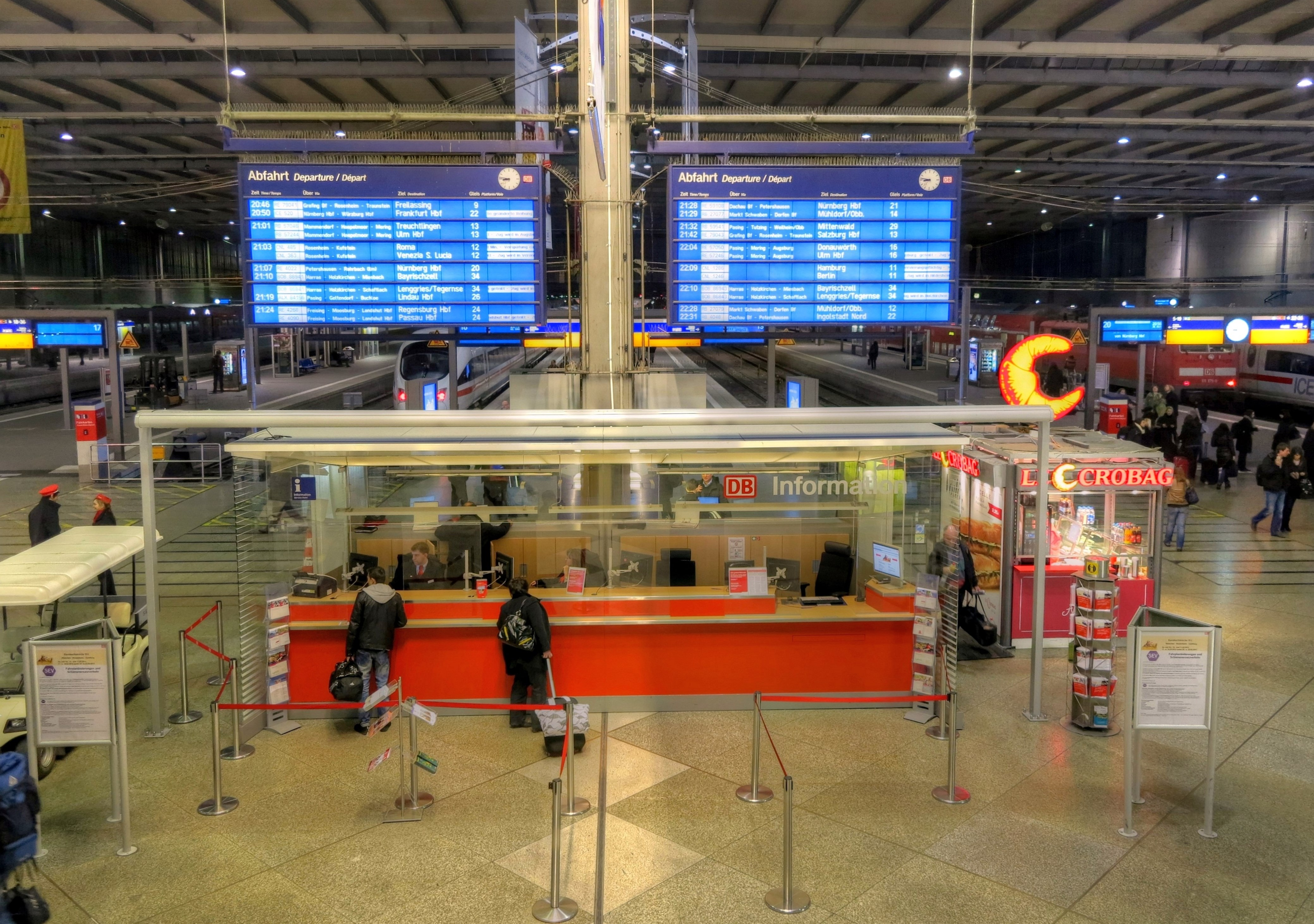
慕尼黑中央车站内的德铁咨询台

### 车资

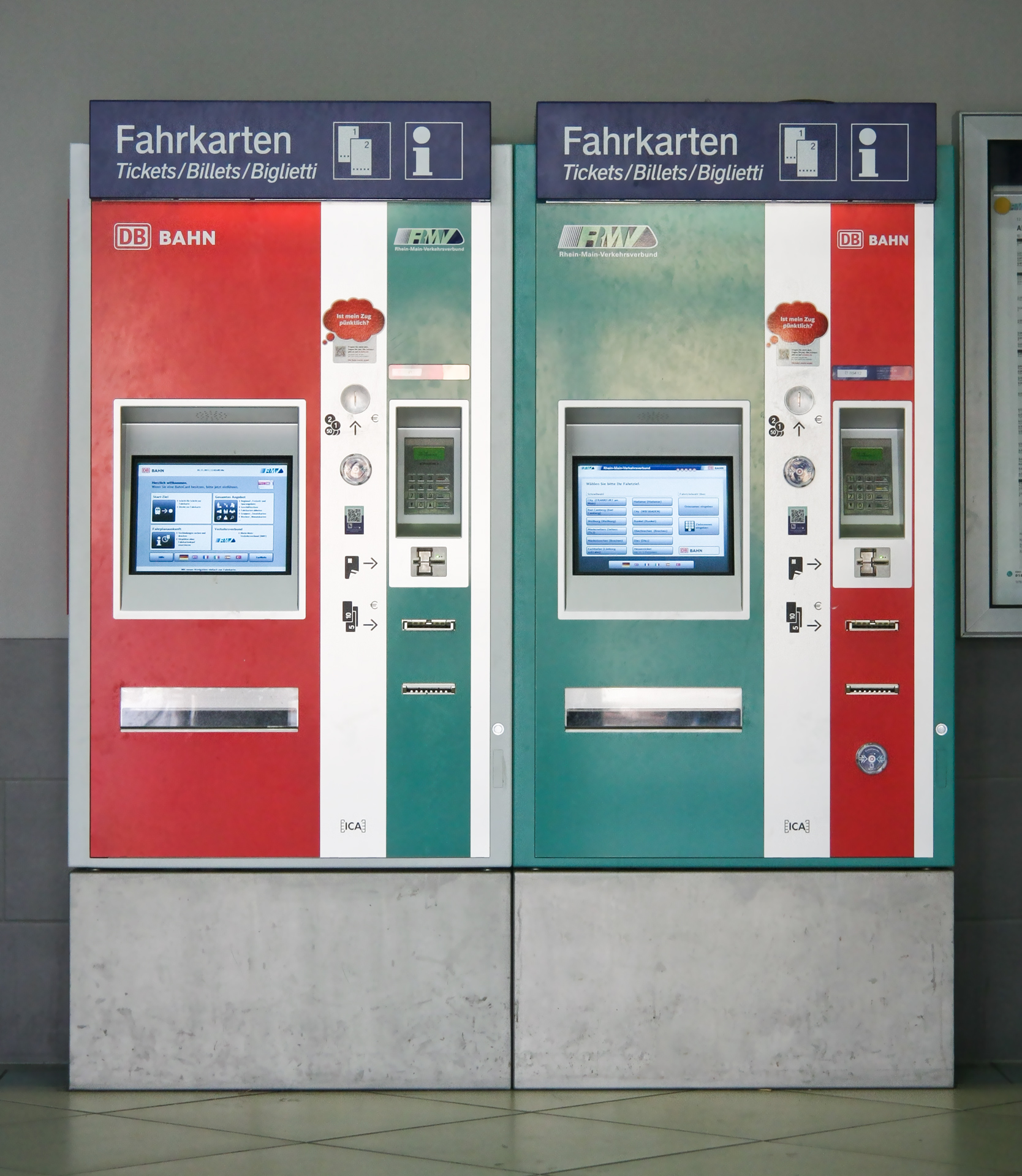
德铁和RMV的自动售票机

德铁线路对于自发旅行提供常规价格，在购买火车卡后可享受折扣优惠。同样，提前预订特定的往返程车票时，价格也有一定幅度的优惠。此外，还有其他几个为家庭、同行、团体、月票或短途乘客而设的各种特殊优惠。然而不同的运输机构所运营的通勤列车可能会采取不同的资费。
常规价格的金额取决于行程、列车类别及车厢等级。这有助于德铁线路适应在同一条线路上的价格竞争。例如，当铁路的速度与汽车相比更快时，其票价就相对更高。德铁线路在收益管理中采取配额折扣价，以吸引更多的乘客在尖峰时段选择铁路出行
。

### 准点率
消费者组织曾在2007年9月23日至10月31日期间（不含罢工日），对94136组列车于6:00至0:00在德国10座终点站的到达时间进行了评估。根据这个调查显示，在23261组长途列车中，有46%的延误时间在1分钟以内，16%延误2至3分钟，10%延误4至5分钟，12%延误6至10分钟，8%延误11至20分钟，3%延误21至30分钟，4%延误30分钟以上。而在调查的70875组区域列车中，有56%延误1分钟以内，20%延误2至3分钟，10%延误4至5分钟，9%延误6至10分钟，4%延误11至20分钟，延误21至30分钟甚至30分钟以上的占1%。德国铁路拒绝接受这项调查结果，并声明客运交通的总体准点率超过90%。然而在2007年，其并未给出具体数据。
德铁线路声称从1996年至2003年间列车的正点率从86.2%提高至92.2%。媒体普遍认为，造成延误的原因主要是外来因素的影响以及铁路员工散漫的作风。一列火车一旦延误，由于缺乏能力，往往难以回到正确的时刻表中。因此延误会传遍整个网络。德铁线路在2003年12月改变了其时刻表等候时间的规定，但却忽略了列车的接驳时间。在准点率提高的同时，提供后续服务的接驳列车却减少了。

### 延误赔偿
德国铁路在2004年10月1日确立了一个全新的长途列车延误赔偿制度。由铁路条件而造成的延误时间在60分钟以上的（ICE短跑手的赔付条件为延误30分钟以上），将可获得车票价格20%的现金券赔付。持有铁路卡100或持有国际车票的乘客则可以获得一次付清的赔偿。然而这一制度仍受到许多消费群体的批评。
德国联邦议院在2009年7月29日对铁路运输法规进行了修订，使乘客在客运中获得一份权利，可以在延误较长或高价的列车中使用。铁路方面则可以在票价显著降低的情况下拒绝赔付。同时德国联邦议会还强调在那之前定下的关于长途客运交通延误的规管责任继续有效。

### 户对户的机动性

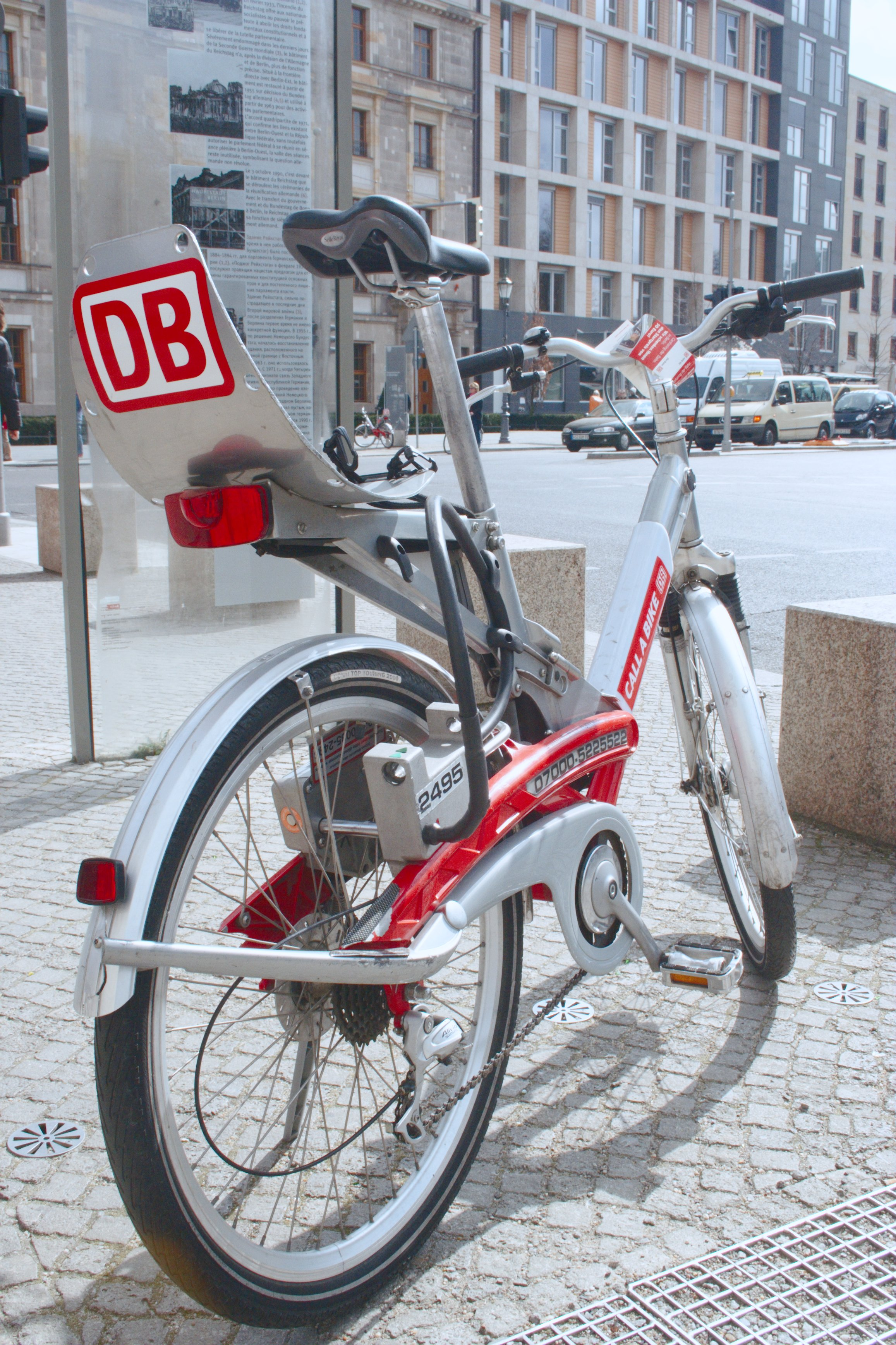
德铁自行车

除了户对户的旅游链，包括站对站的旅游外，德铁线路还增加了更多的产品组合。这其中包括出租自行车（自行车传呼）和汽车（汽车共享）的业务。

## 总部

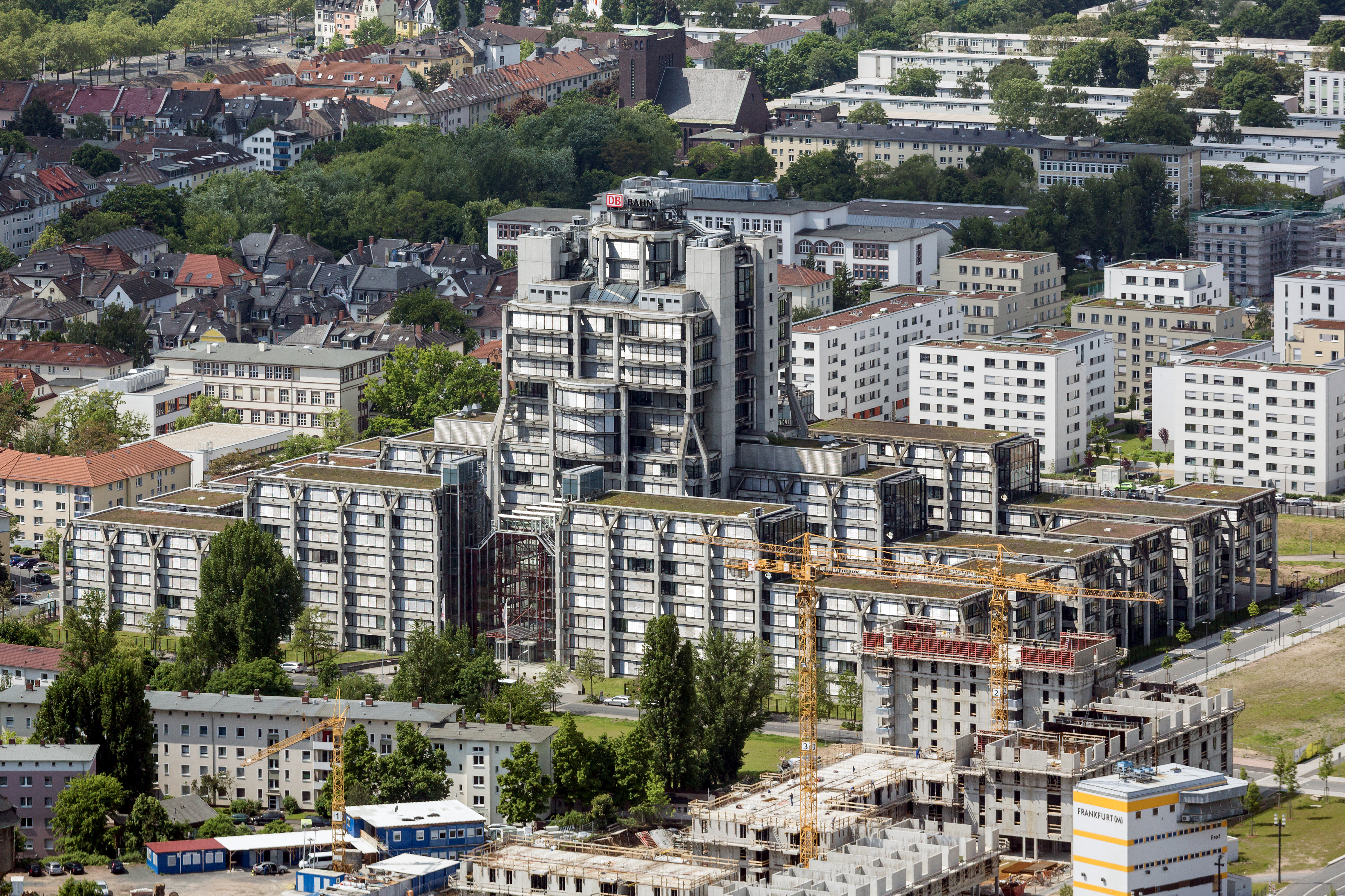
德国铁路中心

德国铁路客运业务的董事会，以及德铁长途运输、德铁区域运输和德铁销售的共用总部设于法兰克福加卢斯区的斯蒂芬森大街1号。该建筑曾在1993年至2000年作为德国铁路股份公司的总部。